# Мая Хадерлап
Мая Хадерлап (на немски: Maja Haderlap) е австрийска писателка, автор на стихотворения, романи и есета.

## Биография и творчество
Мая Хадерлап е родена през 1961 г. в Бад Айзенкапел, Каринтия. Полага гимназиална матура, после следва театрознание и германистика във Виенския университет. Когато завършва, работи като асистент-драматург, програмен редактор и преподавател в Института по сравнително литературознание в университета на Клагенфурт.
От 1992 до 2007 г. е главен драматург в градския театър на Клагенфурт, където организира многобройни постановки на театрални, танцови и музикални творби, сред които и премиери на драматурзи като Петер Турини и Герт Йонке.
Като писателка Мая Хадерлап три години е съиздател и редактор на каринтско-словенското литературно списание mladje.
През 2011 г. спечелва възлизащата на 25 000 евро престижна награда „Ингеборг Бахман“ при 35-ите Дни на немскоезичната литература в Клагенфурт. През 2018 г. е удостоена с наградата „Макс Фриш“ на град Цюрих.
От 2016 г. е член на Немската академия за език и литература в Дармщат.
Хадерлап пише лирика, проза и есета на словенски и немски, а също превежда от словенски на немски. Собствените ѝ текстове са преведени на няколко езика и са публикувани в многобройни немскоезични и международни литературни списания и антологии.

## Награди и отличия (подбор)
- 1983: Förderungspreis des Landes Kärnten
- 1989: Preis der France Prešeren-Stiftung
- 2004: Награда за млада лирика „Хуберт Бурда“
- 2006/2007: Österreichisches Staatsstipendium für Literatur
- 2011: Награда Ингеборг Бахман für Engel des Vergessens
- 2011: Großes Goldenes Ehrenzeichen des Landes Kärnten
- 2011: Bruno-Kreisky-Preis für das politische Buch für Engel des Vergessens
- 2011: Buchpreis Stiftung Ravensburger Verlag
- 2012: Writer in Residence in der one world foundation in Sri Lanka
- 2012: Рауризка литературна награда für Engel des Vergessens
- 2012: Почетен доктор на университета в Клагенфурт
- 2013: Vinzenz-Rizzi-Preis
- 2015: Награда Вили и Хелга Феркауф-Верлон
- 2015: Prix du Premier roman étranger für L’Ange de l’oubli (dt. Engel des Vergessens)
- 2018: Награда Макс Фриш[4]